# Kimia Hosseini
 (août 2021).
Kimia Hosseini, est une actrice iranienne.

## Filmographie

### Au cinéma
- 2011 : Une séparation (Jodaeiye Nader az Simin) d'Asghar Farhadi : Somayeh
- 2012 : Amaliyate Mahde Koodak
- 2012 : Farzand Khandeh
- 2012 : Sakene Khane ye Choobi
- 2013 : Gonjeshkak -e Ashimashi
- 2016 : Bodyguard

## Distinctions
En 2011, elle remporte l'Ours d'argent de la meilleure actrice au 61e Festival international du film de Berlin pour son interprétation de Somayeh dans le film Une séparation d'Asghar Farhadi. Ce prix est partagé avec les actrices Sareh Bayat, Leila Hatami, Shirin Yazdanbakhsh et Sarina Farhadi.